# Schoepfia chinensis
Schoepfia chinensis là một loài thực vật có hoa trong họ Schoepfiaceae. Loài này được Gardner & Champ. miêu tả khoa học đầu tiên năm 1849.